# Fernando Lopes dos Santos Varela
Fernando Varela (Cascaes, Portugal, 26 de noviembre de 1987) es un exfutbolista caboverdiano que jugaba de defensa.

## Selección nacional
Fue internacional con la selección de fútbol de Cabo Verde, ha jugado 52 partidos internacionales y ha anotado 3 goles, debutó en 2008. Los torneos más importantes que ha disputado con la selección son la Copa Africana de Naciones 2013 donde anotó un gol a selección de Angola, y la Copa Africana de Naciones 2015.

## Clubes
| Club                     | País     | Año       |
| ------------------------ | -------- | --------- |
| G. D. Estoril Praia      | Portugal | 2006-2009 |
| U. D. Rio Maior (cedido) | Portugal | 2007      |
| C. D. Trofense           | Portugal | 2009-2011 |
| C. D. Feirense           | Portugal | 2011-2012 |
| F. C. Vaslui             | Rumania  | 2012-2013 |
| Steaua de Bucarest       | Rumania  | 2013-2016 |
| PAOK de Salónica F. C.   | Grecia   | 2016-2022 |
| Casa Pia A. C.           | Portugal | 2022-2024 |
| F. C. Alverca            | Portugal | 2024-2025 |

## Palmarés

### Campeonatos nacionales
| Título                     | Club                   | País    | Año     |
| -------------------------- | ---------------------- | ------- | ------- |
| Liga I                     | Steaua de Bucarest     | Rumania | 2013-14 |
| Liga I                     | Steaua de Bucarest     | Rumania | 2014-15 |
| Copa de Rumania            | Steaua de Bucarest     | Rumania | 2014-15 |
| Copa de la liga de Rumania | Steaua de Bucarest     | Rumania | 2014-15 |
| Copa de la liga de Rumania | Steaua de Bucarest     | Rumania | 2015-16 |
| Copa de Grecia             | PAOK de Salónica F. C. | Grecia  | 2016-17 |
| Copa de Grecia             | PAOK de Salónica F. C. | Grecia  | 2017-18 |
| Superliga de Grecia        | PAOK de Salónica F. C. | Grecia  | 2018-19 |
| Copa de Grecia             | PAOK de Salónica F. C. | Grecia  | 2018-19 |
| Copa de Grecia             | PAOK de Salónica F. C. | Grecia  | 2020-21 |